# Engoulevent papou
Eurostopodus papuensis
Espèce
Synonymes
- Caprimulgus papuensis Schlegel, 1866
(protonyme)

Statut de conservation UICN

 LC  : Préoccupation mineure
L'Engoulevent papou (Eurostopodus papuensis) est une espèce d'oiseaux de la famille des Caprimulgidae.

## Répartition
Cet oiseau vit en Nouvelle-Guinée.